# Cyperus oblongoincrassatus
Cyperus oblongoincrassatus är en halvgräsart som beskrevs av Georg Kükenthal. Cyperus oblongoincrassatus ingår i släktet papyrusar, och familjen halvgräs. Inga underarter finns listade i Catalogue of Life.